# Oripoda araucariae
Oripoda araucariae är en kvalsterart som beskrevs av C. och C., jr. Pérez-Íñigo 1993. Oripoda araucariae ingår i släktet Oripoda och familjen Oripodidae. Inga underarter finns listade i Catalogue of Life.